# 小行星12608
小行星12608（12608 Aesop）是一颗绕太阳运转的小行星，为主小行星带小行星。该小行星于1960年9月19日发现。

## 轨道参数
小行星12608的轨道半长轴为347 277 012 km，2.3213704 UA，离心率为0.117。